# Jim Moodie
Jim Moodie (* 15. Februar 1966 in Dumfries) ist ein ehemaliger britischer Motorradrennfahrer, der seine größten Erfolge bei Straßenrennen erzielte.

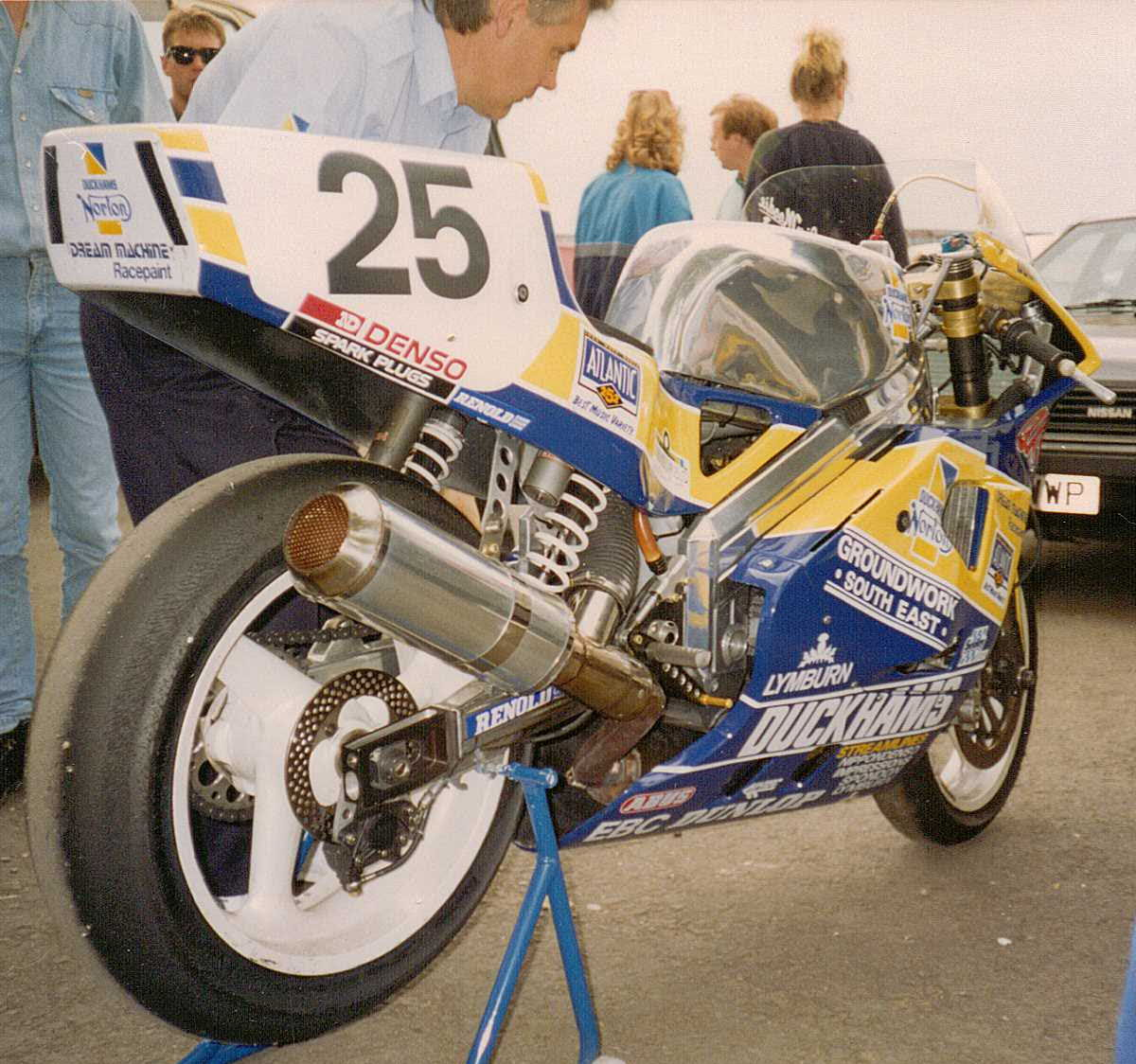
Jim Moodies Norton von 1992

## Karriere
Moodie debütierte 1984 bei einem Rennen auf dem ehemaligen RAF-Flugfeld in Ouston, Northumberland. Ein Jahr später konnte er bereits in Knockhill das erste Mal gewinnen. Erfolge stellten sich ein, als er von der heimischen Norton zu den japanischen Herstellern wechselte.
Neben Straßenrennen bestritt Moodie auch die nationale Supersport-Meisterschaft. Die Isle of Man TT konnte er acht Mal gewinnen. Damit rangiert er in der ewigen Bestenliste ebenfalls auf Platz acht. Bei der TT 1999 konnte er einen neuen Rundenrekord erzielen.
Sein Freund David Jefferies verunglückte 2003 beim Training zur TT tödlich. Moodie fuhr Sekunden später quasi ungebremst in die Unglücksstelle, stürzte und blieb wie durch ein Wunder so gut wie unverletzt. Im folgenden Jahr gab er unter dem Eindruck des Geschehens seinen Rücktritt aus dem aktiven Rennsport bekannt. Moodie lebt in Glasgow und arbeitet als Testfahrer für Triumph.

## Siegestatistik
| Jahr | Klasse                     | Maschine | Rennen                      |
| ---- | -------------------------- | -------- | --------------------------- |
| 1993 | Supersport 400             | Yamaha   | Isle of Man TT              |
| 1993 | Supersport 600             | Honda    | Isle of Man TT              |
| 1993 | 400 cm³                    | Yamaha   | North West 200              |
| 1993 | 600 cm³                    | Honda    | North West 200              |
| 1993 | 600 cm³                    | Honda    | Britischer Meister Supercup |
| 1994 | Singles                    | Yamaha   | Isle of Man TT              |
| 1994 | Supersport 400             | Yamaha   | Isle of Man TT              |
| 1996 | Singles                    | Yamaha   | Isle of Man TT              |
| 1998 | Production                 | Honda    | Isle of Man TT              |
| 1999 | Junior 600                 | Honda    | Isle of Man TT              |
| 2000 | 600 cm³                    | Yamaha   | Britischer Meister Supercup |
| 2002 | Junior (250 cm³ / 500 cm³) | Yamaha   | Isle of Man TT              |
| 2002 | 600er Rennen 1             | Yamaha   | North West 200              |